# Satz von Szemerédi
Der Satz von Szemerédi ist ein Resultat aus der Zahlentheorie, das arithmetische Folgen in Mengen natürlicher Zahlen mit positiver Dichte betrifft.

## Aussage
Für jede natürliche Zahl {\displaystyle k} und für jedes {\displaystyle \delta >0}, existiert ein {\displaystyle N(k,\delta )}, sodass jede Teilmenge von {\displaystyle \{1,....,N\}} mit mehr als {\displaystyle \delta N} Elementen eine arithmetische Folge der Länge k enthält.
Äquivalent lässt sich das Theorem auch folgenderweise formulieren:
Sei {\displaystyle r_{k}(N)} die Größe der größten Teilmenge von {\displaystyle \{1,....,N\}} ohne arithmetische Progression der Länge k. Dann gilt {\displaystyle {\tfrac {r_{k}(N)}{N}}\longrightarrow 0}.

## Erweiterungen
Es hat sich gezeigt, dass sich die Aussage auf polynomielle Progressionen erweitern lässt. Hat also eine Menge {\displaystyle A\subset N} eine positive Dichte und sind {\displaystyle p_{1},p_{2},....,p_{k}} Polynome mit ganzzahligen Werten, dann gibt es unendlich viele {\displaystyle u,n\in N}, sodass {\displaystyle u+p_{i}(n)\in A}.
Der Satz von Szemerédi folgt aus der Erdős-Vermutung über arithmetische Folgen.